# Les Producteurs (roman)
Pour les articles homonymes, voir Les Producteurs.
Les Producteurs est un roman d'Antoine Bello publié en mars 2015 aux éditions Gallimard qui clôt la trilogie entamée avec Les Falsificateurs (2007) et Les Éclaireurs (2009).

## Résumé
Siégeant désormais au Comité exécutif du Consortium de falsification du réel, Sliv se met en tête de redéfinir la mission de son employeur à l'heure d'Internet et des réseaux sociaux. Il renoue avec Lena Thorsen et reçoit l'aide d'Ignacio Vargas, un ancien agent du CFR reconverti dans le conseil en storytelling. 
L'action se déroule à Reykjavik, Toronto, Hollywood, Dublin, Hong Kong, Sydney et Veracruz.
Parmi les productions : le placement de Sarah Palin, l'aide à l'élection de Barack Obama, et la découverte d'artefacts maya, dont un codex chupac (d'une peuplade maya imaginaire adorant un dieu de la concorde, Chupacan).

## Réception critique
Étienne de Montety, dans Le Figaro, souligne l'adresse de Bello à se glisser dans les interstices de l'actualité pour en donner une interprétation romanesque. Pour Thierry Gandillot (Les Echos), Les Producteurs évoquent le Evelyn Waugh de Scoop revisité par Marshall McLuhan. Moins enthousiaste, Ludovic Barbieri (Chronic'art) juge la dimension sentimentale du récit peu convaincante, comme si « le roman n'avait guère de temps à perdre avec les amourettes ».

## Éditions
- Les Producteurs, éditions Gallimard, 2015  (ISBN 978-2070147854).